# Софіївська селищна рада (Єнакієвська міська рада)
Софіївська се́лищна ра́да — орган місцевого самоврядування у складі Єнакієвської міської ради Донецької області. Адміністративний центр — селище міського типу Софіївка.

## Загальні відомості
- Населення ради: 12106 осіб (станом на 2001 рік)

## Населені пункти
Селищній раді підпорядковані населені пункти:
- смт Софіївка
- с. Новоселівка
- с-ще Старопетрівське

## Склад ради
Рада складається з 30 депутатів та голови.
- Голова ради: Богінін Андрій Васильович

### Депутати
За результатами місцевих виборів 2010 року депутатами ради стали:

#### За суб'єктами висування
| Суб'єкт висування                 | Кількість обраних депутатів | %    |
| --------------------------------- | --------------------------- | ---- |
| Партія регіонів                   | 29                          | 96,7 |
| Політична партія «Сильна Україна» | 1                           | 3,3  |

#### За округами
| № округу                          | Прізвище, ім'я, по батькові         | Дата визнання обраним | Освіта                    | Партійна приналежність                  | Відомості про обраного депутата                                             |
| --------------------------------- | ----------------------------------- | --------------------- | ------------------------- | --------------------------------------- | --------------------------------------------------------------------------- |
| Партія регіонів                   |                                     |                       |                           |                                         |                                                                             |
| 1                                 | Зорькін Дмитро Геннадійович         | 01.11.2010            | Освіта середня            | член Партії регіонів                    | ТОВ «Гедеон Донбас», менеджер                                               |
| 2                                 | Єпішева Ольга Леонідівна            | 01.11.2010            | Освіта вища               | член Партії регіонів                    | навчально-виховний комплекс № 4, вчитель                                    |
| 3                                 | Мазурова Вікторія Миколаївна        | 01.11.2010            | Освіта вища               | позапартійна                            | СП «Рекультивація земель» ДП «Орджонікідзевугілля», бухгалтер               |
| 4                                 | Ляховчук Світлана Станіславівна     | 01.11.2010            | Освіта середня спеціальна | позапартійна                            | КЛПУ «Міська лікарня № 5», медична сестра                                   |
| 5                                 | Потрясова Олена Костянтинівна       | 01.11.2010            | Освіта вища               | член Партії регіонів                    | навчально-виховний комплекс № 4 (дошкільний підрозділ), заступник директора |
| 6                                 | Богданова Ніна Григорівна           | 01.11.2010            | Освіта вища               | позапартійна                            | пенсіонер                                                                   |
| 7                                 | Красножон Олена Сергіївна           | 01.11.2010            | Освіта вища               | член Партії регіонів                    | навчально-виховний комплекс № 4 (дошкільний підрозділ), вихователь-методист |
| 8                                 | Петіна Наталя Анатоліївна           | 01.11.2010            | Освіта середня            | член Партії регіонів                    | навчально-виховний комплекс № 4 (дошкільний підрозділ), вихователь          |
| 9                                 | Качур Марина Валеріївна             | 01.11.2010            | Освіта середня            | позапартійна                            | СП «Шахта Карла Маркса», табельниця                                         |
| 10                                | Шпак Олена Анатоліївна              | 01.11.2010            | Освіта середня            | позапартійна                            | навчально-виховний комплекс № 4, вчитель                                    |
| 11                                | Страшненко Ольга Григорівна         | 01.11.2010            | Освіта середня            | член Партії регіонів                    | навчально-виховний комплекс № 4 (дошкіль ний підрозділ), кухар              |
| 12                                | Мирошниченко Христина Олександрівна | 01.11.2010            | Освіта вища               | позапартійна                            | КП «Вікторія», юрист                                                        |
| 13                                | Демченко Павло Миколайович          | 01.11.2010            | Освіта вища               | член Партії регіонів                    | СП «Шахта Карла Маркса», машиніст насосних установок                        |
| 14                                | Єрохін Олександр Анатолійович       | 01.11.2010            | Освіта середня            | член Партії регіонів                    | ТО Вантажно-транспортна компанія", начальник охорони                        |
| 15                                | Борисенко Ігор Миколайович          | 01.11.2010            | Освіта вища               | член Партії регіонів                    | ОАО ЄМЗ, водій                                                              |
| 16                                | Андрєєва Лариса Миколаївна          | 01.11.2010            | Освіта вища               | член Партії регіонів                    | навчально-виховний комплекс № 22 (дошкільний підрозділ), замдиректора       |
| 18                                | Резніченко Катерина Сергіївна       | 01.11.2010            | Освіта середня            | позапартійна                            | СКК шахти Карла Маркса, керівник вокального гуртка                          |
| 19                                | Трошкін Олексій Сергійович          | 01.11.2010            | Освіта вища               | позапартійний                           | СП «Шахта Карла Маркса», гірничний майстер                                  |
| 20                                | Фомін Валерій Віталійович           | 01.11.2010            | Освіта вища               | позапартійний                           | СП "Шахта Гаєвого"ДП"Артемвугілль", змінний інженер                         |
| 21                                | Рибалко Сергій Володимирович        | 01.11.2010            | Освіта вища               | член Партії регіонів                    | АГЗГ «Донвуглересурси», головний інженер                                    |
| 22                                | Платонов Сергій Дмитрович           | 01.11.2010            | Освіта середня            | член Партії регіонів                    | СП «Шахта Карла Маркса», теплотехнік                                        |
| 23                                | Денисенко Лариса Миколаївна         | 01.11.2010            | Освіта вища               | член Партії регіонів                    | СП «Шахта Карла Маркса», начальник відділу кадрів                           |
| 24                                | Зарицька Світлана Михайлівна        | 01.11.2010            | Освіта середня            | член Партії регіонів                    | Енакієвська загальноосвітня школа соціальної реабілітації, бухгалтер        |
| 25                                | Раца Олена Вячеславівна             | 01.11.2010            | Освіта середня            | член Партії регіонів                    | приватний підприємець                                                       |
| 26                                | Чабанова Вікторія Валентинівна      | 01.11.2010            | Освіта середня            | член Партії регіонів                    | Карло — Марксівська селищна рада, інспектор військово-облікового столу      |
| 27                                | Гаврильченко Антоніна Василівна     | 01.11.2010            | Освіта вища               | член Партії регіонів                    | Єнакієветепломережа, машиніст котлів                                        |
| 28                                | Гаврильченко Роман Сергійович       | 01.11.2010            | Освіта середня            | член Партії регіонів                    | СП"Орджонікідзевантажтранс" ДП «ОВ», вантажник                              |
| 29                                | Лемтюгов Віктор Серафимович         | 01.11.2010            | Освіта середня            | позапартійний                           | приватний підприємець                                                       |
| 30                                | Потапенко Олександра Петрівна       | 01.11.2010            | Освіта вища               | позапартійна                            | пенсіонер                                                                   |
| Політична партія «Сильна Україна» |                                     |                       |                           |                                         |                                                                             |
| 17                                | Крещук Олександр Олександрович      | 01.11.2010            | Освіта вища               | член Політичної партії «Сильна Україна» | Енакієвське АТП, заступник директора з експлуатації                         |